# Corrientes (línea I del subte de Buenos Aires)
La estación Corrientes o Vera será una futura estación de la línea I de la red de subterráneos de la Ciudad de Buenos Aires.
Se prevé su construcción en la intersección de la Avenida Corrientes y Acevedo.